# Рейс 175 United Airlines 11 вересня 2001 року
Рейс 175 United Airlines 11 вересня 2001 року — пасажирський авіарейс, який був захоплений в процесі здійснення терактів 11 вересня 2001 року. Він став другим літаком, задіяним в теракті. Авіалайнер Boeing 767-222 авіакомпанії «United Airlines» виконував щоденний ранковий внутрішній рейс UAL175 з Бостона до Лос-Анджелеса. Літак атакував південну вежу Всесвітнього торгового центру (ВТЦ) в Нью-Йорку. В результаті катастрофи загинули всі 65 осіб на борту літака, і точно невідома кількість людей, які перебували у вежі і поряд з нею.
За тридцять хвилин після зльоту викрадачі увірвалися в кабіну пілотів і вбили командира і другого пілота, що дозволило викрадачеві і навченому пілотові Марвану Аль-Шеххі взяти керування літаком. На відміну від рейсу 011 American Airlines, на якому був відключений транспондер, транспондер рейсу 175 працював, літак відхилився від заданої траєкторії польоту і за чотири хвилини авіадиспетчери помітили ці зміни на 08:51 EST. Вони зробили кілька невдалих спроб зв'язатися з кабіною пілотів. Кілька пасажирів і членів екіпажу на борту зробили телефонні дзвінки з літака і надали інформацію про викрадачів і ситуації на борту.
Літак врізався в Південну Вежу ВТЦ о 09:03 EST. Захоплення рейсу UAL175 було узгоджене із захопленням рейсу AAL11, який протаранив верхню частину північної вежі 17 хвилинами раніше. Таран Південної Вежі рейсом 175 був єдиною катастрофою літака, яку бачили в прямому ефірі по всьому світу. Саме після катастрофи рейса 175 світ усвідомив, що таран обома літаками веж Всесвітнього торгового центру стався навмисно. Зіткнення і пожежа, що охопила Південну вежу, привели до обвалення хмарочоса за 56 хвилин після аварії, в результаті чого сотні людей загинули. Під час відновлювальних робіт на території Всесвітнього торгового центру рятувальниками були знайдені уламки літака і останки пасажирів рейсу 175, але багато інших фрагменти тіл так і не були ідентифіковані.

## Літак

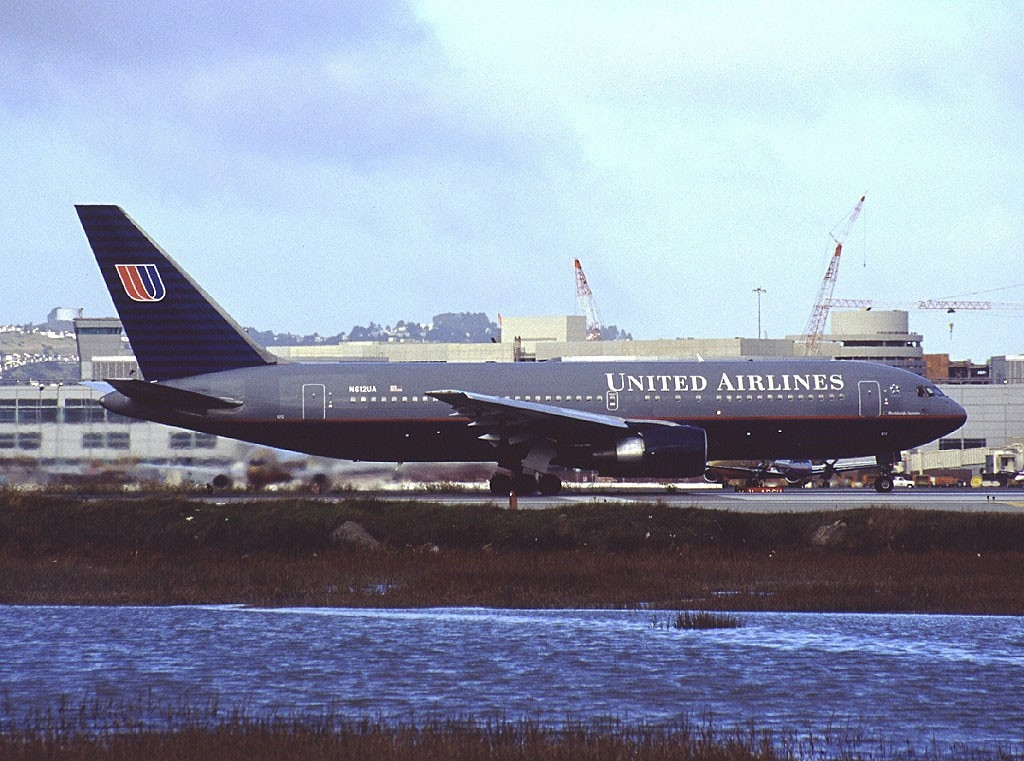
Літак, який виконував рейс, за 1 рік і 9 місяців до катастрофи.

Того дня рейс UAL175 здійснював Boeing 767-222 (реєстраційний номер N612UA, заводський 21873, серійний 041). Перший політ здійснив 27 січня 1983 року, 23 лютого того ж року переданий авіакомпанії «United Airlines». Оснащений двома двигунами Pratt & Whitney JT9D-7R4D. На день теракту здійснив 17 569 циклів «зліт-посадка» і налітав 66 647 годин.

## Екіпаж та пасажири
Літак міг вмістити 168 пасажирів (10 в першому класі, 32 в бізнес-класі і 126 в економ-класі). Того ранку на борту знаходилося тільки 56 пасажирів і 9 членів екіпажу, коефіцієнт завантаження склав 33%, що значно нижче середнього коефіцієнта завантаження в 49%, який спостерігався протягом трьох місяців, що передували 11 вересня.
Склад екіпажу рейсу 175 був таким:
- Командир повітряного судна (КПС) — 51-річний Віктор Сарачіні (англ. Victor Saracini).
- Другий пілот — 38-річний Майкл Хоррокс (англ. Michael Horrocks).

У салоні літака працювали 7 бортпровідників:
- Роберт Фенгман (англ. Robert Fangman), 33 роки.
- Емі Джаррет (англ. Amy Jarret), 28 років.
- Катрін Лабора (англ. Kathryn LaBorie), 44 роки.
- Альфред Маршан (англ. Alfred Marchand), 44 роки.
- Емі Кінг (англ. Amy King), 29 років.
- Майкл Тарроу (англ. Michael Tarrow), 38 років.
- Аліша Тайтус (англ. Alicia Titus), 28 років.[3]

Виключаючи викрадачів, на борту рейсу 175 серед пасажирів були 35 чоловіків, 12 жінок і троє дітей у віці до 5 років.

## Терористи
На борту літака перебувало п'ять терористів:
- Марван Аль-Шеххі (англ. Marwan Al-Shehhi) (ОАЕ) — лідер групи і пілот. Отримав ліцензію комерційного пілота під час навчання в Південній Флориді, пройшовши курс разом з викрадачем рейсу AAL11 і главою групи терористів Мухаммедом Аттою.
- Фаєз Баніхаммад (англ. Fayez Banihammad) (ОАЕ).
- Хамза Аль-Гамді (англ. Hamza Al-Ghamdi) (Саудівська Аравія).
- Ахмед Аль-Гамді (англ. Ahmed Al-Ghamdi) (Саудівська Аравія).
- Моханда Аль-Шехрі (англ. Mohand Al-Shehri) (Саудівська Аравія).

13 серпня 2001 року Марван Аль-Шеххі придбав два чотиридюймових кишенькових ножі в магазині «Sports Authority» в Бойнтон-Біч (Флорида), тоді ж Баніхаммад купив ножі в «Walmart», а Хамза Аль-Гамді придбав багатофункціональний інструмент «Leatherman».
На початку вересня того ж року група терористів рейсу 175 прибула до Бостона з Флориди. Брати Аль-Гамді приїхали разом 7 вересня і оселилися в готелі «Charles Hotel» в Кембриджі (Массачусетс). Наступного дня вони переїхали в готель «Days Inn» у Бостоні. Фаєз Баніхаммад вилетів з Флориди до Бостона разом з Мохандою Аль-Шехрі 8 вересня і вони оселилися в готелі «Мілнер» в Бостоні. Марван Аль-Шеххі прибув до Бостона 9 вересня і теж зупинився в готелі «Мілнер», де жив в одній кімнаті з Мухаммедом Аттою.